# Alberto Orzan
Alberto Orzan (San Lorenzo Isontino, 1931. július 24. – 2022. augusztus 9.) válogatott olasz labdarúgó, hátvéd.

## Pályafutása

### Klubcsapatban
1946–1947 között a Fanfulla Lodi, 1947–1950 között a Pro Gorizia, 1950–1953 között a Pro Patria Busto Arsizio csapataiban játszott. 1953–1954 között az Udinese, 1954–1963 a Fiorentina labdarúgója volt. Tagja volt az 1956–57-es idényben BEK-döntős csapatnak. Az 1960–61-es szezonban KEK-győztes, a következő idényben döntős volt az együttessel.

### A válogatottban
1956–1957 között négy alkalommal szerepelt az olasz válogatottban.

## Sikerei, díjai
Fiorentina
- Olasz bajnokság (Serie A)
  - bajnok: 1955–56
- Olasz kupa (Coppa Italia)
  - győztes: 1961
- Bajnokcsapatok Európa-kupája (BEK)
  - döntős: 1956–57
- Kupagyőztesek Európa-kupája (KEK)
  - győztes: 1960–61
  - döntős: 1961–62

## Statisztika

### Mérkőzései az olasz válogatottban
| Olaszország | Olaszország        | Olaszország                    | Olaszország | Olaszország | Olaszország    | Olaszország  | Olaszország | Olaszország |
| #           | Dátum              | Helyszín                       | Hazai       | Eredmény    | Vendég         | Kiírás       | Gólok       | Esemény     |
| ----------- | ------------------ | ------------------------------ | ----------- | ----------- | -------------- | ------------ | ----------- | ----------- |
| 1.          | 1956. november 11. | Bern, Wankdorf Stadion         | Svájc       | 1 – 1       | Olaszország    | Európa-kupa  | -           |             |
| 2.          | 1956. december 9.  | Genova, Luigi Ferraris Stadion | Olaszország | 2 – 1       | Ausztria       | Európa-kupa  | -           |             |
| 3.          | 1957. április 25.  | Róma, Olimpiai Stadion         | Olaszország | 1 – 0       | Észak-Írország | vb-selejtező | -           |             |
| 4.          | 1957. május 12.    | Zágráb, Maksimir Stadion       | Jugoszlávia | 6 – 1       | Olaszország    | Európa-kupa  | -           |             |
|             | Összesen           |                                |             | 4           | mérkőzés       |              | 0           | gól         |